# Molophilus (Austromolophilus) palpera
Molophilus (Austromolophilus) palpera is een tweevleugelige uit de familie steltmuggen (Limoniidae). De soort komt voor in het Australaziatisch gebied.